# Astragalus succumbens
Astragalus succumbens är en ärtväxtart som beskrevs av William Jackson Hooker. Astragalus succumbens ingår i släktet vedlar, och familjen ärtväxter. Inga underarter finns listade i Catalogue of Life.